# Gouvernement Aristide Briand (5)
Pour les articles homonymes, voir Gouvernement Aristide Briand.
Troisième République
René Viviani II Aristide Briand VI
Le cinquième gouvernement Aristide Briand, formé le 29 octobre 1915 pour succéder au deuxième gouvernement Viviani et dissous le 12 décembre 1916 est un gouvernement de la Troisième République en France.

## Composition

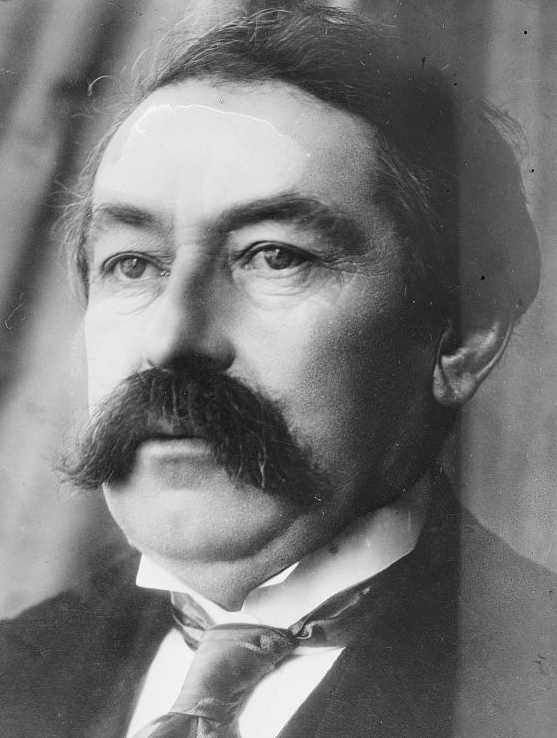
Aristide Briand

| Portefeuille                                                                                                   | Titulaire | Titulaire                               | Parti |
| --- | --------- | --------------------------------------- | ----- |
| Président du Conseil                                                                                           |           | Aristide Briand                         | PRS   |
| Vice-président du conseil                                                                                      |           | René Viviani                            | PRS   |
| Ministres |           |                                         |       |
| Ministre des Affaires étrangères                                                                               |           | Aristide Briand                         | PRS   |
| Ministre de la Guerre                                                                                          |           | Joseph Gallieni (jusqu'au 16 mars 1916) | SE    |
| Ministre de la Guerre                                                                                          |           | Pierre Roques                           | SE    |
| Ministre de l'Instruction publique et des Beaux-Arts                                                           |           | Paul Painlevé                           | PRS   |
| Ministre de l'Intérieur                                                                                        |           | Louis Malvy                             | PRRRS |
| Ministre de la Justice                                                                                         |           | René Viviani                            | PRS   |
| Ministre de la Marine                                                                                          |           | Lucien Lacaze                           | SE    |
| Ministre de l'Agriculture                                                                                      |           | Jules Méline                            | FR    |
| Ministre des Finances                                                                                          |           | Alexandre Ribot                         | FR    |
| Ministre des Travaux publics                                                                                   |           | Marcel Sembat                           | SFIO  |
| Ministre du Commerce, Industrie, Postes et Télégraphes                                                         |           | Étienne Clémentel                       | RI    |
| Ministre des Colonies                                                                                          |           | Gaston Doumergue                        | PRRRS |
| Ministre du Travail et de la Prévoyance sociale                                                                |           | Albert Métin                            | PRS   |
| Ministre d'État                                                                                                |           | Charles de Freycinet                    | SE    |
| Ministre d'État                                                                                                |           | Jules Guesde                            | SFIO  |
| Ministre d'État                                                                                                |           | Émile Combes                            | PRRRS |
| Ministre d'État                                                                                                |           | Léon Bourgeois                          | PRRRS |
| Ministre d'État                                                                                                |           | Denys Cochin                            | ALP   |
| Sous-secrétaires d’État                                                                                        |           |                                         |       |
| Sous-secrétaire d’État à la Marine                                                                             |           | Louis Nail                              | PRRRS |
| Sous-secrétaire d'État à la Guerre chargé de l'aéronautique militaire (jusqu'au 8 février 1916)                |           | René Besnard                            | PRRRS |
| Sous-secrétaire d’État à la Guerre chargé de l'Artillerie et des munitions                                     |           | Albert Thomas                           | SFIO  |
| Sous-secrétaire d’État de la Guerre chargé du Ravitaillement et de l'intendance militaire                      |           | Joseph Thierry                          | FR    |
| Sous-secrétaire d’État de la Guerre chargé du service de santé militaire                                       |           | Justin Godart                           | PRRRS |
| Sous-secrétaire d’État à l'Instruction publique, des Beaux-Arts et Inventions intéressant la défense nationale |           | Albert Dalimier                         | PRRRS |

## Fin du gouvernement et passation des pouvoirs
Aristide Briand accepte la procédure des comités secrets. Le comité secret s’arrête le 7 décembre 1916, avec un vote de confiance pour Briand, mais qui doit retirer les fonctions du général Joseph Joffre, qui est un conseiller technique du gouvernement. Briand démissionne le 12 décembre 1916, mais est appelé par le président Poincaré pour former un nouveau gouvernement.